# Brudermord im Altwasser
Brudermord im Altwasser ist eine Kurzgeschichte von Georg Britting aus dem Jahr 1929.

## Inhalt
Erzählt wird die Geschichte der drei Hofberger-Buben (11, 12 und 13 Jahre), die oft am Altwasser der Donau spielen. Einmal gelangen sie zu einem großen Weiher und steigen dort in ein altes Fischerboot. Mit dem Boot rudern sie auf den Weiher. Als der jüngste Bruder einen Fuß auf den Bootsrand setzt, wollen die anderen beiden ihn erschrecken. Sie werfen sich plötzlich auf seine Bootsseite, so dass er über Bord fällt und ertrinkt. Verstört kehren die beiden älteren Brüder heim und verabreden, ihren Eltern – wie immer nach ihren Streichen – nichts davon zu erzählen.

## Handlungsort
Bekannt ist durch diese Erzählung, dass die Brüder an der Donau spielen. Als sie zurück zu ihren Eltern laufen, sehen sie den Dom. Diese Hinweise deuten sehr darauf hin, dass die Eltern in der Nähe von Regensburg wohnen. Außerdem ist Georg Britting in Regensburg geboren. Heutzutage gibt es in der Nähe von Regensburg eine Straße, die „Zum Altwasser“ heißt. Dort befindet sich neben der Donau ein Weiher, der nicht mehr direkt an den Hauptarm angeschlossen ist.